# Sociëteit Casino (Venlo)
Sociëteit Casino is een voormalige buitensociëteit en landgoed op de steilrand in de Nederlandse plaats Venlo. Het gebouw is door de gemeente aangekocht en heeft het de status van gemeentelijk monument.
Het gebouw telt twee gelijkwaardige etages met daarboven, aan tuinzijde, over de gehele breedte een overdekte veranda met kantelen vanwaar men, beschut tegen zon en regen, naar concerten in de tuin kon luisteren.

## Geschiedenis
Het pand is in 1871 gebouwd in neorenaissance-stijl in opdracht van de Vereeniging Casino, een buitensociëteit voor welgestelde Venlose burgers.